# 에르푸르트 강령

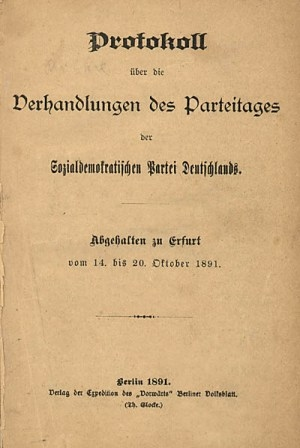

에르푸르트 강령(Erfurter Programm)은 1891년 에르푸르트(Erfurt)에서 개최된 독일 사회민주당 당대회에서 채택된 강령이다. 이 강령의 의의는 마르크스주의의 독일사회민주당 공식이념으로의 재수용이다.
1890년에 《사회주의자 탄압법》이 폐지되자 독일사회민주당은 합법적인 정치 참여를 위하여 그동안 중단되었던 당대회를 개최하여 당명을 독일 사회민주당(SPD)으로 바꾸고 새로운 강령을 채택한다. 바로 이 강령이 에어푸르트 강령으로 두 부분으로 구성되어 있다. 전반부는 강한 마르크스주의 경향의 혁명이론 부분으로 카를 카우츠키가 초안을 작성했고 후반부는 실용주의 경향의 정치적 실천 부분으로 에두아르트 베른슈타인이 작성했다.
1921년에 괴를리츠 강령으로 대체된다.

## 같이 보기
- 최소 강령
- 최대 강령
- 이행 강령
- 프랑크푸르트 선언